# محمدجواد مشکور
محمّدجواد مشکور (اسفند ۱۲۹۷ – ۲۵ فروردین ۱۳۷۴) استاد دانشگاه، مورخ تاریخ ایران باستان، ادیب و زبان‌شناس ایرانی بود. مشکور با زبان‌های سامی و ایرانی باستان آشنایی داشت و به زبان‌های روز دنیا از جمله انگلیسی، فرانسوی و عربی مسلط بود. او در زمینهٔ تاریخ ایران به‌ویژه تاریخ ایران باستان، متون ادبی، دستور فارسی، زبان‌های سامی، مذاهب اسلامی، علم کلام و ملل و نحل مطالعه و پژوهش می‌کرد و در حوزه‌های زبان و ادبیات، تاریخ و جغرافیا، دین، علوم اجتماعی و فلسفه آثار متعددی بر جای گذاشته‌است. وی چه در دوران تحصیل در ایران، چه در زمان ادامه تحصیل در خارج از ایران نزد استادانی چون ابراهیم پورداود، ذبیح بهروز، ربّی نعیم، قس‌اصلیوا، امیل بنونیست و... تحصیل کرد. مشکور افزون بر کار تدریس در مراکز علمی تهران و تبریز مدتی نیز در وزارت دارایی و فرهنگ و به‌عنوان رایزن فرهنگی ایران در سوریه نیز مشغول به کار بود و با نشریات گوناگون به‌شکل مستمر همکاری داشت. همسرش پریرخ فاطمه امیرارجمند و فرزندانش مشکان مشکور و مرجان مشکور هستند.

## زندگی و خانواده

محمّدجواد مشکور در سنین نوجوانی

محمّدجواد مشکور در اسفند ۱۲۹۷ در محلّهٔ دباغ‌خانه از محلّات سنگلج تهران و در خانواده‌ای با پیشینۀ حوزوی زاده شد. پدر او آذربایجانی‌تبار بود. او دومین فرزند خانواده‌ای پنج نفره بود؛ برادر بزرگتر او محمّدرضا و برادر کوچکتر او محمّدحسین نام داشتند. علاءالدّین مشکور، پدر محمّدجواد مشکور، تحصیلات حوزوی خود را در حوزهٔ علمیه نجف به پایان رساند. جد پدری او، از علمای سابق بادکوبه، در دوران ناصرالدین شاه قاجار نایب امام جمعهٔ تهران در مسجد شاه بود و مادرش معصومه خانم ملقّب به خانم‌آغا، بزرگ‌ترین فرزند حسن سنگلجی از علمای بزرگ تهران در دورهٔ ناصری و نوادهٔ میرزا صفی مازندرانی بود. محمّدحسن، محمّدمهدی و محمّد دایی‌های محمّدجواد مشکور، از علمای بزرگ زمان خود و آموزگاران وی بودند. مشکور آموختن علم را از درون خانواده آغاز کرد و در آینده نیز جانشین علمی پدر و دایی‌های خود شد. او در ۲۴ شهریور ۱۳۳۷ با پریرخ فاطمه امیرارجمد ازدواج کرد که مشکان مشکور و مرجان مشکور حاصل این ازدواج هستند.

### تحصیلات
محمّدجواد مشکور مقطع ابتدایی را در دبستان تمدّن گذراند و تا دیپلم در مدارس ثروت و دارالفنون ادامه تحصیل داد. وی در مقطع لیسانس هم‌زمان در دانشکدهٔ معقول و منقول و دانشسرای عالی در رشته‌های ادبیات عرب و زبان و ادب فارسی پذیرفته شد و در سال ۱۳۱۷ دانش‌آموخته شد. او در ۱۹ آبان سال ۱۳۳۲ از سوی دانشگاه برای تحصیل در دورهٔ دکتری در رشتهٔ تاریخ اسلام و خاورمیانه به دانشگاه سوربن در پاریس رفت، در سال ۱۳۳۶ دانش‌آموخته شد و در ۱۱ آبان همان سال به ایران بازگشت. پایان‌نامهٔ دکتری او با موضوع ترجمه و تحلیل کتاب فرق الشیعه نوبختی به زبان فرانسوی — که حاصل پژوهش‌های او دربارهٔ تاریخ و فرهنگ خاورمیانه از سدهٔ نهم پیش از میلاد تا سدهٔ نهم میلادی بود — در آشنا ساختن بیشتر اسلام‌شناسان اروپایی با عقاید و مقالات فرقه‌های شیعه تأثیرگذار بود.

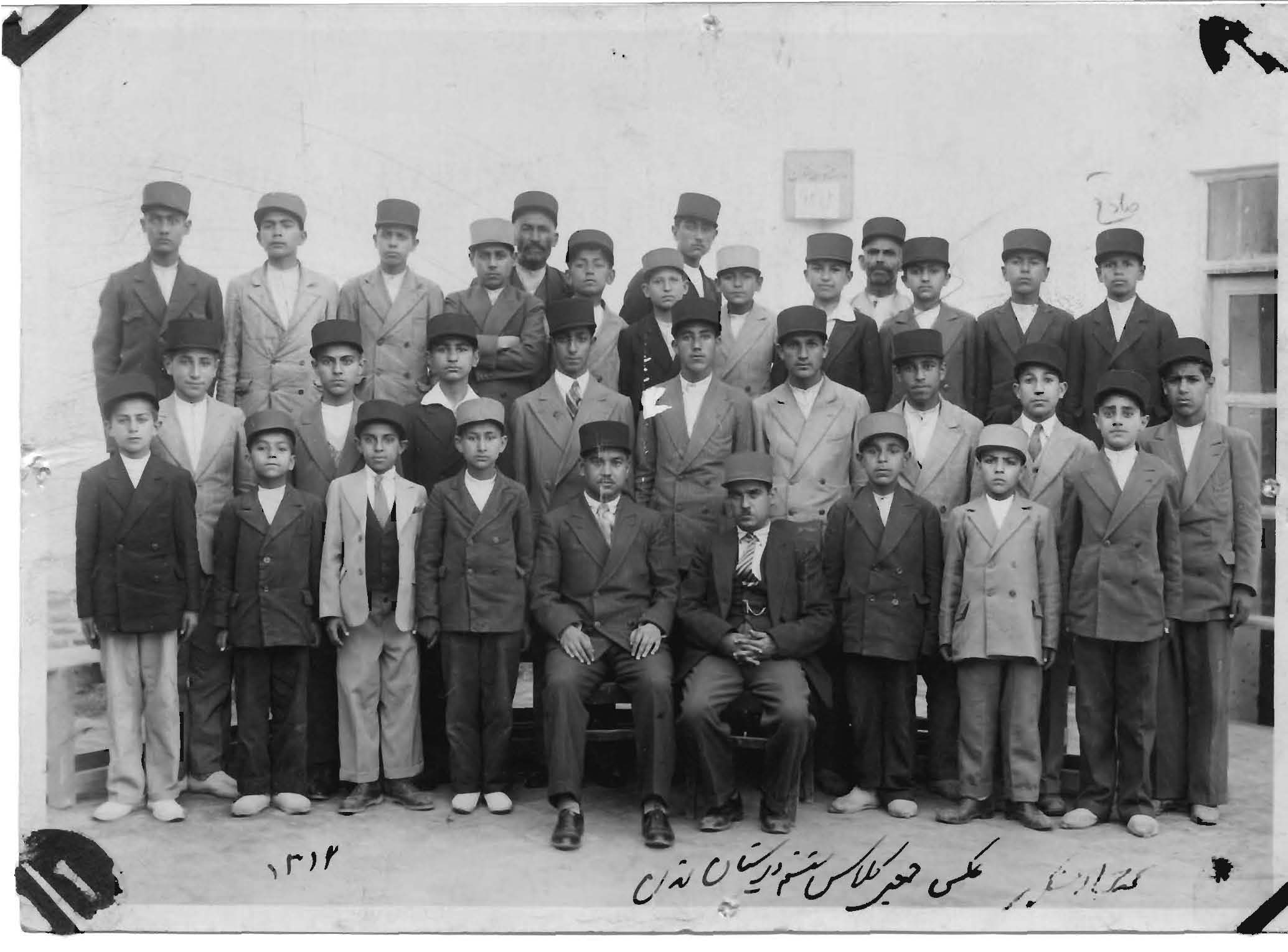
محمّدجواد مشکور در مقطع ابتدایی در دبستان تمدّن

مشکور چه در دوران تحصیل در ایران، چه در زمان ادامه تحصیل در خارج از ایران به یادگیری زبان‌های باستانی مشغول بود و به زبان‌های ایرانی باستان عشق می‌ورزید.او نخستین ایرانی‌ای بود که به یادگیری زبان‌های سامی از جمله زبان سریانی پرداخت. وی زبان‌های باستانی ایرانی و سامی (فارسی میانه، اوستایی، عبری و سریانی) را نزد استادان بزرگ ایرانی و غیرایرانی چون ابراهیم پورداود، ذبیح بهروز، ربّی نعیم، قس‌اصلیوا و ربّی زیّا و ادبیات عرب، فقه و اصول، حقوق، فلسفه و حکمت را نیز نزد دایی‌های خود فرا گرفت و تکمیل نمود. او در طول اقامتش در ایران از محضر استادانی چون علی‌اکبر دهخدا، ملک‌الشعرای بهار، میرزا یداللّه نظرپاک، الهی قمشه‌ای، محمود شهابی خراسانی، میرزا مهدی آشتیانی، احمد بهمنیار کرمانی، بدیع‌الزمان فروزان‌فر، احمد کسروی تبریزی، سیّد محمّدکاظم عصار، عباس اقبال آشتیانی و نصراللّه فلسفی بهره برد. همچنین او در دوران اقامتش در پاریس زبان فارسی باستان و زبان اوستایی را از امیل بنونیست، زبان فارسی میانه را از ژان پیر دومناش، زبان عبری و آرامی را از آندره دوپن سومر، زبان سریانی را از ژان دوشن گیمن، زبان‌شناسی عربی را از رژی بلاشر، عرفان اسلامی را از لوئی ماسینیون و مطالعات دربارهٔ فرق و مذاهب شیعه را از هانری کربن و روبر برانشویگ فراگرفت. وی سال‌ها بعد و در زمان اقامتش در تبریز (از سال ۱۳۲۷ تا ۱۳۳۸) نیز با تشکیل انجمنی به‌نام «انجمن شب‌های چهارشنبه» متشکل از علمای شهر تبریز از جمله میرزا عبداللّه مجتهدی، واعظ چراندابی،  محمّد نخجوانی،  حسین نخجوانی و میرزا علی‌اکبر ادیب نحوی اهری از حضورشان بهره‌مند شد. مشکور علم کلام و دانش مربوط به رجال و فرق اسلامی را نیز نزد شیخ‌الاسلام زنجانی در زنجان آموخت. او به زبان‌های انگلیسی، فرانسوی و عربی کاملاً مسلط بود و با زبان‌های آلمانی، لاتینی و ترکی استانبولی نیز بیگانه نبود. به‌طور کلی مشکور در کنار مطالعه در زمینهٔ تاریخ ایران، متون ادبی و دستور فارسی، به پژوهش دربارهٔ علم کلام و ملل و نحل نیز پرداخته‌اند.

## کارنامهٔ اجرایی

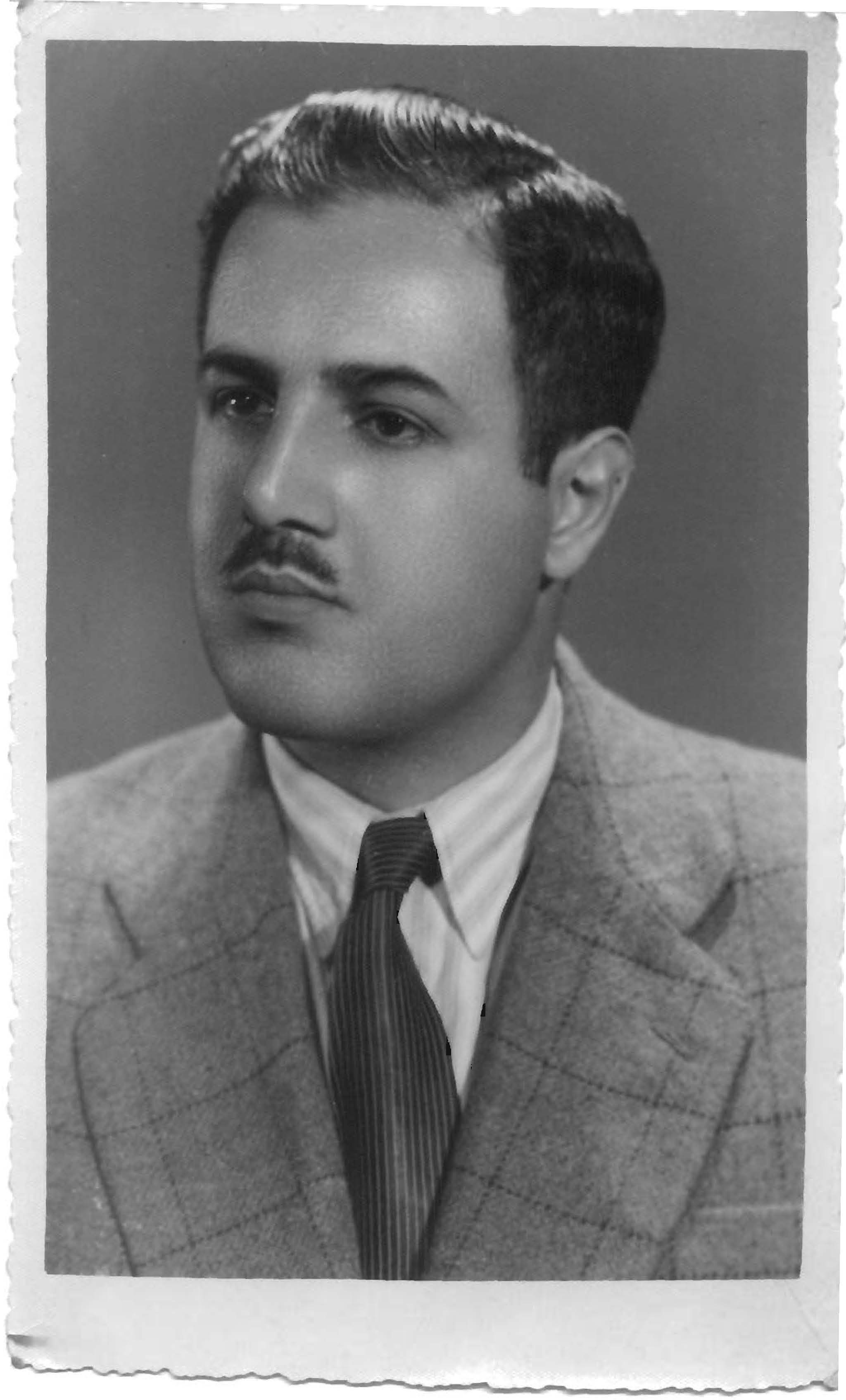
محمّدجواد مشکور در ایام جوانی

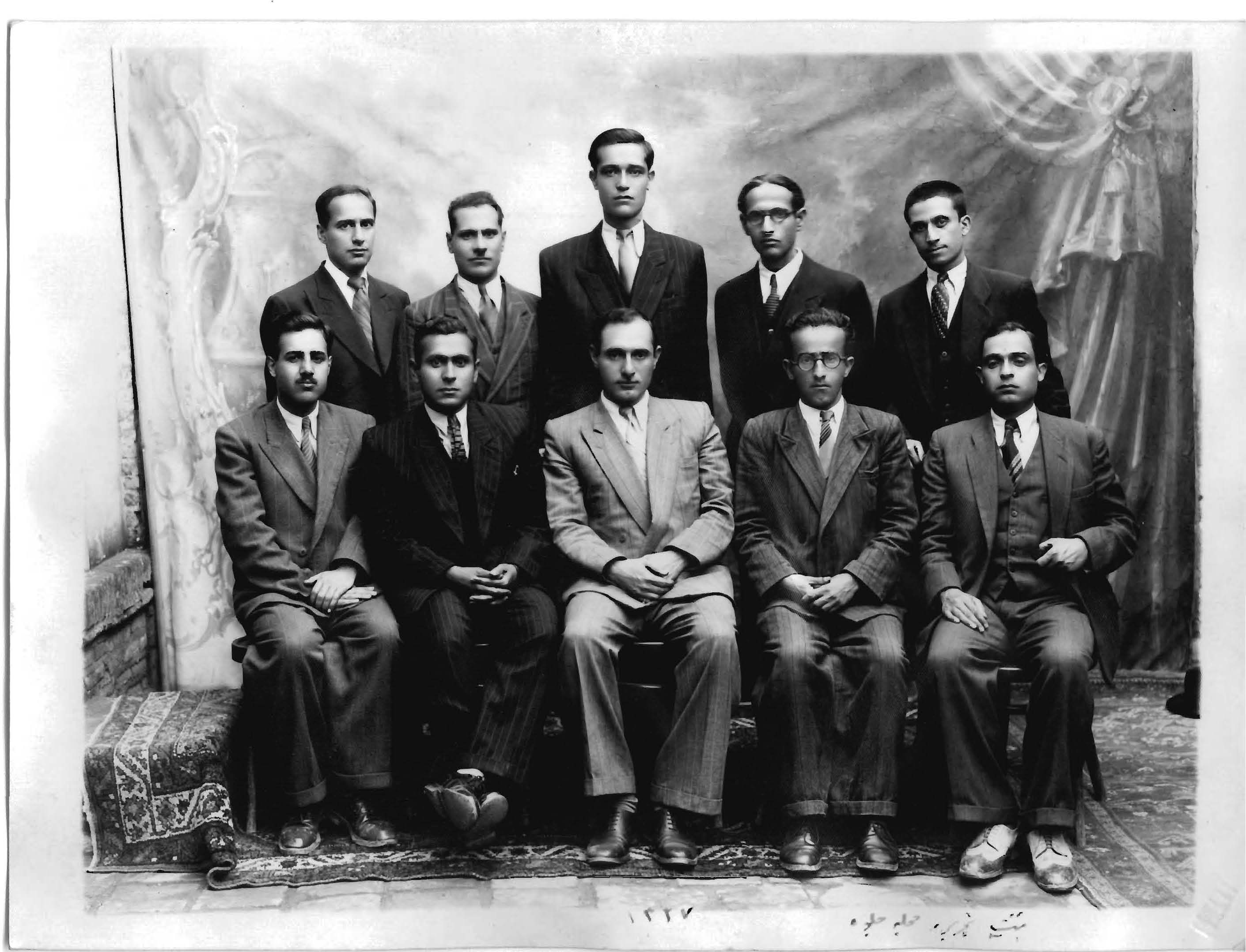
محمّدجواد مشکور به‌همراه اعضای مجلهٔ جلوه

محمّدجواد مشکور پس از اتمام دورهٔ لیسانس به کار تدریس مشغول شد و تدریس را از دبیرستان‌های تهران آغاز کرد. در سال ۱۳۱۹ در دبیرستان فیروز بهرام به تدریس ادبیات عرب و در مدرسهٔ طلبه‌نشین کاظمیّهٔ تهران، به تدریس مقدمات فقه و مختصر نافع مبادرت ورزید. مشکور در انجمن ایران‌شناسی —که از مهرماه سال ۱۳۲۴ کارمند پیوستهٔ آن بود— زبان سریانی آموزش می‌داد. همچنین او از سال ۱۳۲۷ تا ۱۳۳۸ به‌عنوان عضو هیئت‌علمی دانشگاه تبریز، به آموزش تاریخ ایران باستان و زبان فارسی میانه در این دانشگاه پرداخت و برخی دروس دیگر را نیز به‌شکل افتخاری در این دانشگاه تدریس می‌کرد. در این بین او به‌مدت یک سال به‌صورت حقّ‌التدریس با دانش‌سرای عالی تهران همکاری داشت؛ سرانجام در سال ۱۳۳۸ با درخواست خودش از تبریز به این دانشگاه منتقل شد و تا سال ۱۳۵۲ به‌عنوان مدیر گروه تاریخ به فعالیت خود در آنجا ادامه داد. مشکور افزون بر تدریس به فعالیت‌های دیگری نیز می‌پرداخت. او در سال ۱۳۱۹ در وزارت دارایی استخدام شد و در سال ۱۳۲۷ با استعفا از این وزارت‌خانه در وزارت فرهنگ مشغول به کار شد. از جمله فعالیت‌های دیگر او پایه‌گذاری «جامعهٔ لیسانسه‌های دانشکدهٔ معقول و منقول» در اواخر خرداد سال ۱۳۲۳ به‌همراهی افرادی چون محمّدتقی دانش‌پژوه، غلامرضا سمیعی و دیگران و با هدف نشر علوم و معارف اسلامی و آگاه ساختن افکار عمومی از حقایق دین اسلام بود. همچنین او از سال ۱۳۲۶ به‌مدت دو سال در نگارش لغت‌نامهٔ دهخدا مشارکت کرد. او در سال ۱۳۵۲ از سوی وزارت فرهنگ به‌عنوان مأمور تأسیس نخستین رایزنی فرهنگی ایران در سوریه انتخاب شد که سرانجام آن را تأسیس کرد. وی در دمشق نیز به فعالیت‌های علمی، پژوهشی و اجرایی خود ادامه داد؛ از جمله این فعالیت‌ها تدریس در دانشگاه دمشق، تأسیس دو کرسی زبان و ادب فارسی و دو کتابخانهٔ تخصصی دربارهٔ ایران و اسلام، یافتن مزار ابونصر فارابی و شهاب‌الدّین یحیی سهروردی و عضویت در فرهنگستان زبان و ادب عربی دمشق بود. او پس از چهار سال اقامت در سوریه سرانجام به ایران بازگشت. مشکور در زمان بازنشستگی در سال ۱۳۵۸، چهل سال سابقهٔ کار داشت و حتی پس از بازنشستگی نیز تا سال ۱۳۷۲ به‌عنوان استاد و راهنمای دانشجویان در دورهٔ فوق لیسانس و دکتری با دانشگاه‌ها و مؤسسات گوناگون از جمله دانشکدهٔ ادبیات و علوم انسانی و دانشکدهٔ الهیات و معارف اسلامی دانشگاه تهران، مدرسهٔ عالی مرجان در اراک و دانشگاه آزاد اسلامی و… همکاری داشت.

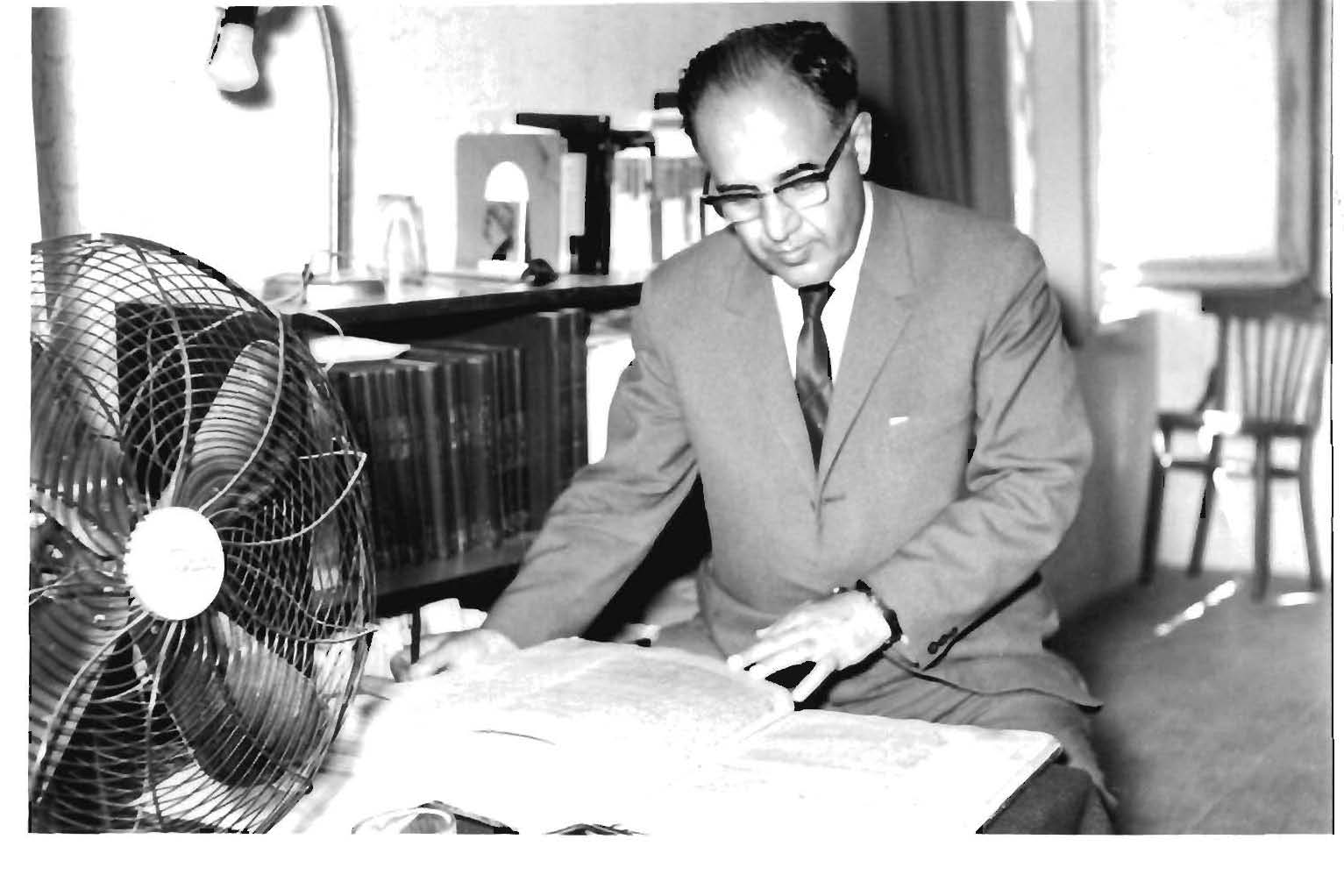
محمّدجواد مشکور در دفتر مجلهٔ الأخاء

### نشریات
محمّدجواد مشکور در طول سالیان با نشریات متعددی همکاری کرده‌است. او در کارنامهٔ خود همکاری با نشریاتی چون نشریهٔ جلوه (وابسته به جامعهٔ لیسانسه‌های دانشکدهٔ معقول و منقول)، دانش، سخن، راهنمای کتاب و روزنامه اطّلاعات را دارد. وی به‌مدت دو سال به‌عنوان مؤسس و نویسندهٔ ثابت نشریهٔ جلوه فعالیت کرد و در دوره‌ای عضو گروه سردبیری روزنامه اطّلاعات نیز بود. همچنین در سال ۱۳۳۹ به‌عنوان مشاور مطبوعات کشور در ادارهٔ کل تبلیغات مشغول به کار شد. سرانجام مشکور در سال ۱۳۴۱ مجلّهٔ الأخاء را با موضوع روابط فرهنگی و دینی بین ایران و کشورهای عربی منتشر کرد و تا زمان استعفا به‌مدت چهار سال در این مجله فعالیت کرد. محمّدجواد مشکور دستی نیز در سرایش شعر داشت و برخی اشعار او در مجلّهٔ جلوه و نشریّات دیگر از جمله وحید منتشر شدند.

## کارنامهٔ علمی-پژوهشی
کارنامهٔ پژوهشی مشکور در حوزهٔ تاریخ ایران، ادبیات فارسی، زبان‌های باستانی (آریایی و سامی) و ادیان و مذاهب است. پژوهش‌های میدانی او دربارهٔ آثار تاریخی آذربایجان در سال ۱۳۳۰ به کشف سنگ‌نبشته‌ای به زبان اورارتویی به خط میخی، در کوهی به‌نام زاغی در نزدیکی روستای سِقین‌دل از توابع شهرستان ورزقان آذربایجان‌شرقی انجامید که ترجمه و گزارش آن با همکاری گ.آ. میلیکشویلی، اورارتورشناس گرجستانی، منتشر شد. مشکور به‌رغم مشکلات و موانع متعدد تلاش بسیاری در زمینهٔ پژوهش‌های تاریخی و شناساندن فرهنگ و تاریخ ایران و احیای آن انجام داد. ویژگی برجستهٔ کارهای پژوهشی او انتقادپذیری، بهره‌گیری از مآخذ و اسناد معتبر و پرهیز از مباحث تبلیغی و خطابی است و در پژوهش‌های دینی دیدگاه او متکلمانه است.

### آثار
آثار محمّدجواد مشکور شامل تألیف، تصحیح، ترجمه و گردآوری در زمینهٔ زبان و ادبیات، تاریخ و جغرافیا، دین، علوم اجتماعی و فلسفه به شرح زیر است:

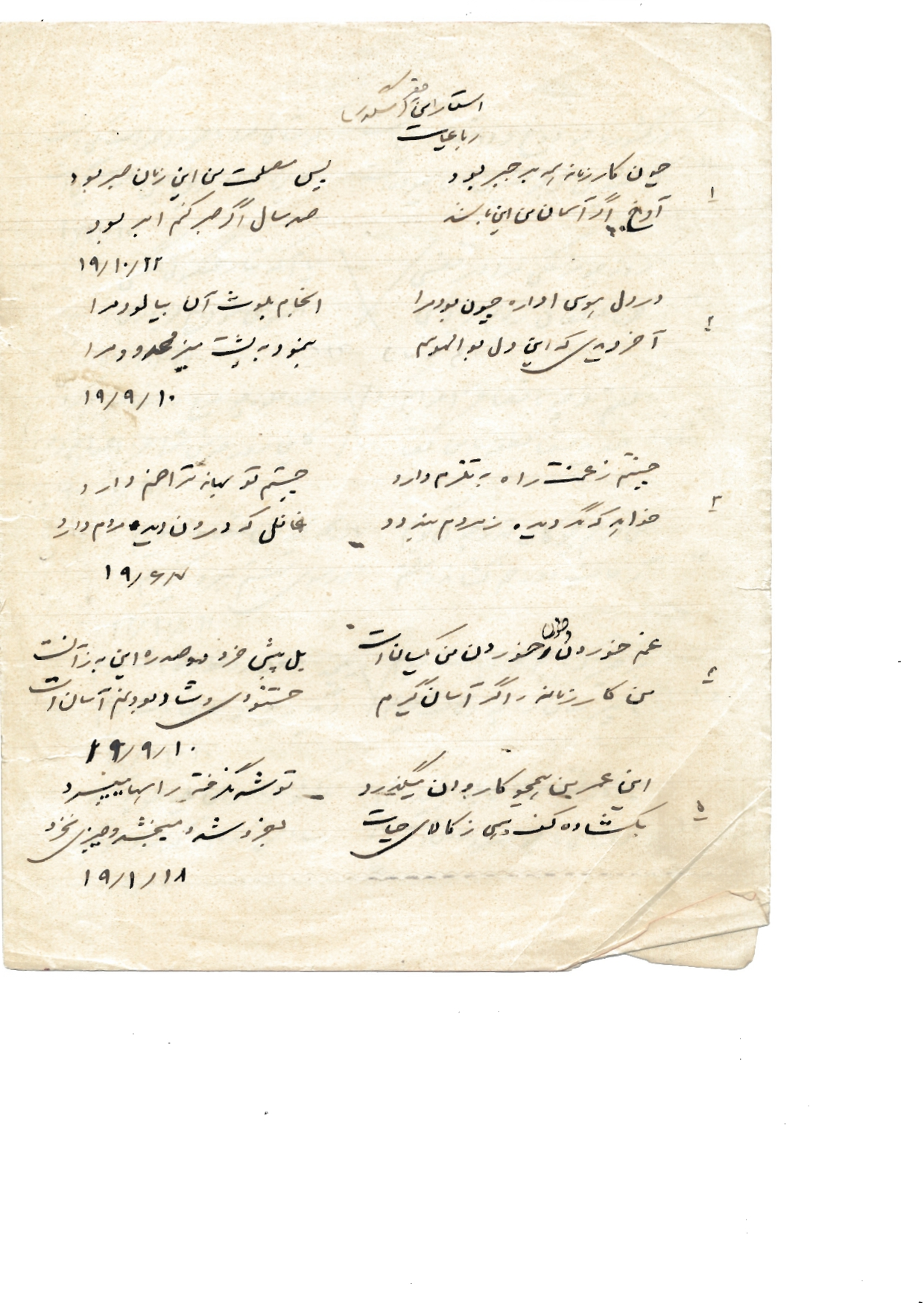
نمونه اشعار و دستخط محمّدجواد مشکور

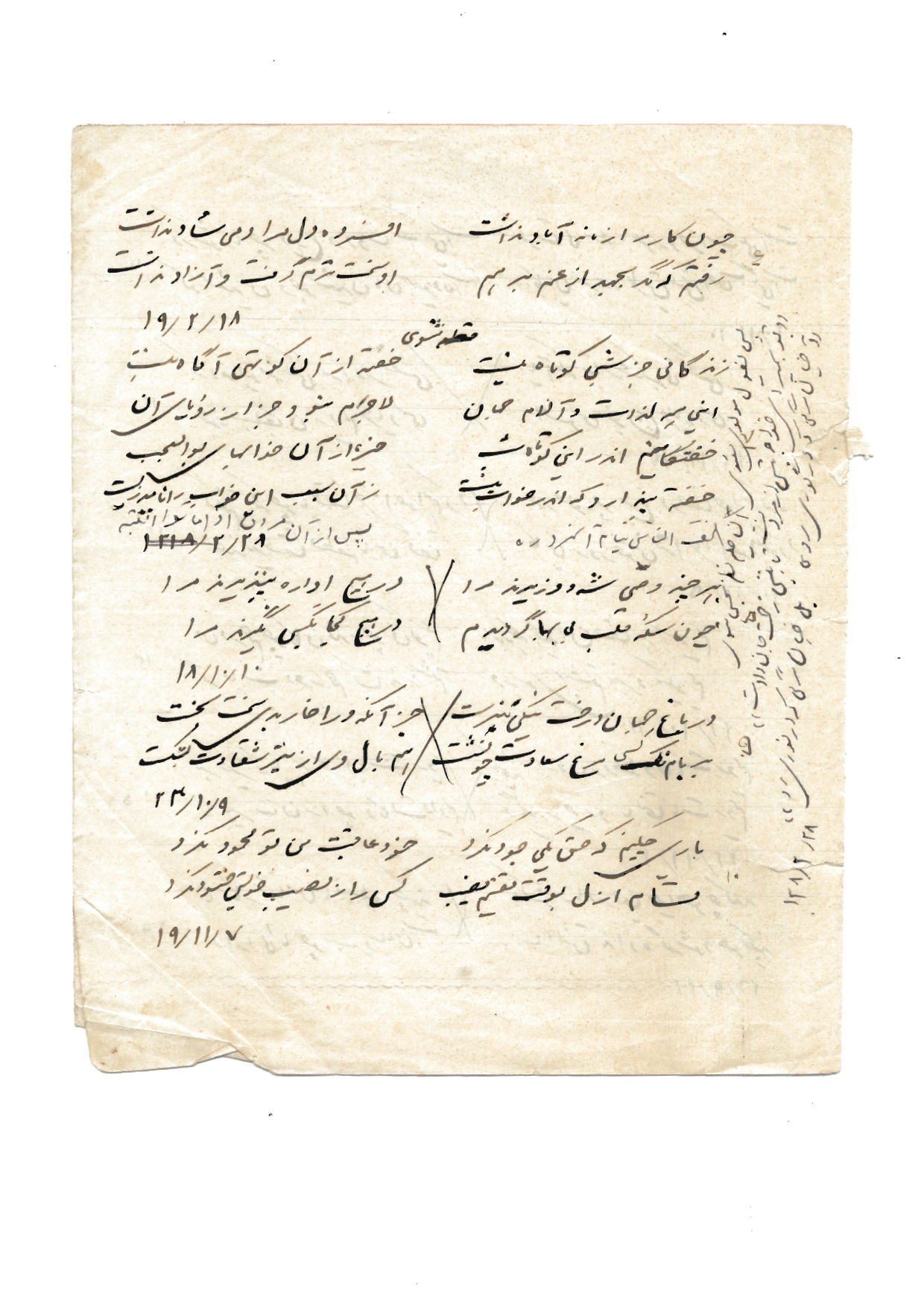
نمونه اشعار و دستخط محمّدجواد مشکور

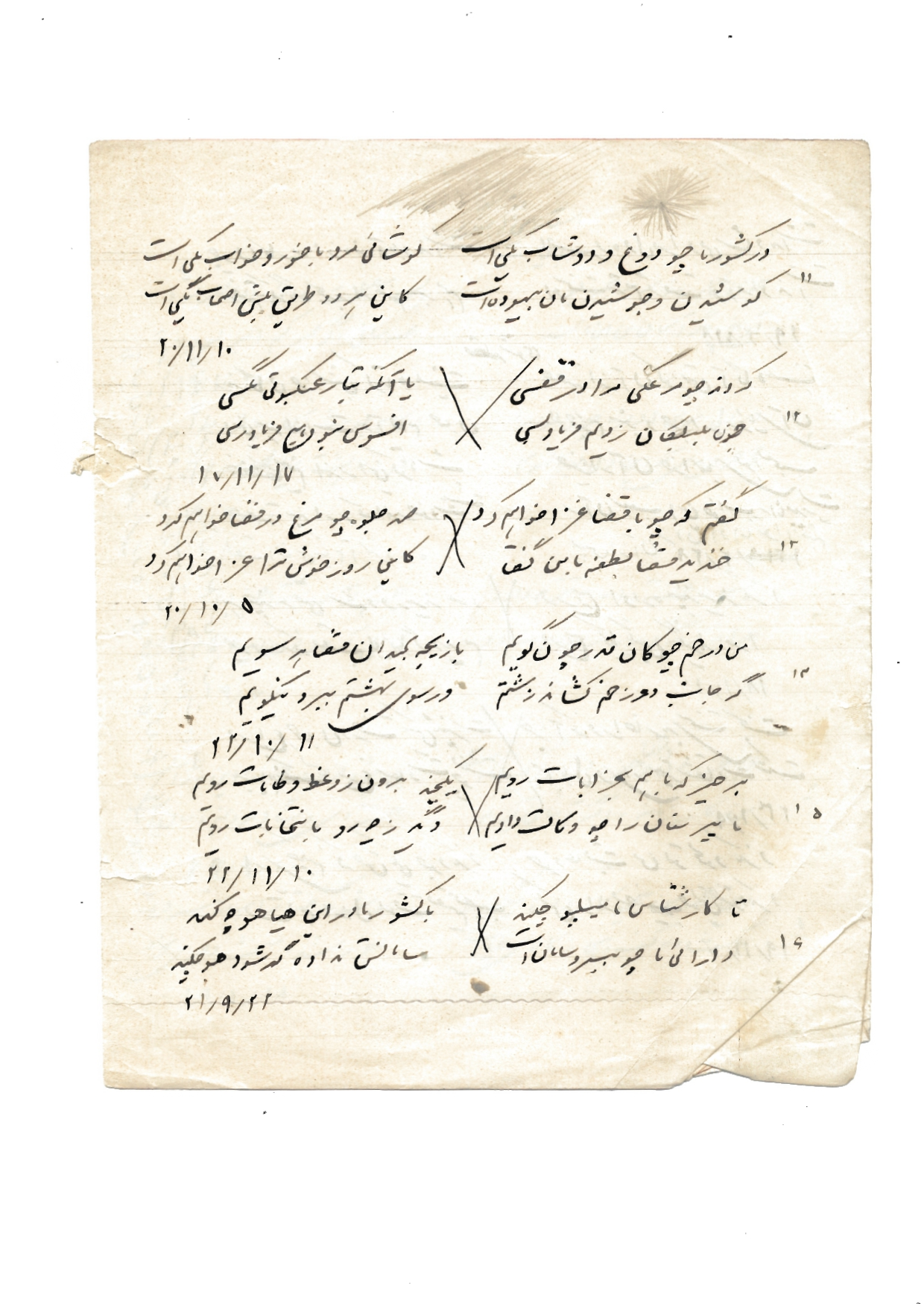
نمونه اشعار و دستخط محمّدجواد مشکور

#### تألیف
| سال چاپ (هجری شمسی) | نام اثر                                                                                             | توضیحات |
| ------------------- | --------------------------------------------------------------------------------------------------- | --- |
| ۱۳۲۴                | جشن سده                                                                                             | - این کتاب دارای مجموعه نویسندگان است. - نخستین‌بار توسط انجمن ایران‌شناسی به چاپ رسیده‌است. |
| ۱۳۳۲                | تاریخ مردم اورارتو                                                                                  | نخستین پژوهش دربارهٔ اقوام اورارتو و آثار تاریخی آنان در ایران |
| ۱۳۳۸                | دستورنامه                                                                                           | این کتاب دربارهٔ صرف و نحو زبان فارسی است. |
| ۱۳۴۳                | ایران در عهد باستان در تاریخ اقوام و پادشاهان                                                       | |
| ۱۳۴۵                | تاریخ اورارتوها و سنگ‌نبشته‌های اورارتویی در آذربایجان                                                | - استفاده از ترجمهٔ میلیکشویلی از سنگ‌نبشتهٔ اورارتویی آذربایجان در این کتاب - تصحیح کتاب تاریخ مردم اورارتو (۱۳۳۲) و افزودن مطالب جدید به آن                                                                                      |
| ۱۳۴۶                | فرهنگ هزوارش‌های پهلوی                                                                               | برندهٔ جایزهٔ کتاب سال |
| ۱۳۴۷                | تاریخ اجتماعی ایران در عهد باستان                                                                   | |
| ۱۳۴۸                | اروند رود و مسئلهٔ شط العرب                                                                          | این اثر پس از بروز مشکلات مرزی بین ایران و عراق به نگارش درآمد. |
| ۱۳۴۹                | نظری به تاریخ آذربایجان و آثار باستانی و جمعیت‌شناسی آن                                              | حاصل مطالعات و پژوهش‌های میدانی مشکور در آذربایجان |
| ۱۳۵۰                | اخبار سلاجقهٔ روم                                                                                    | - دریافت دکتری افتخاری دانشگاه استانبول در ازای نگارش این اثر - به‌انضمام متن کامل مختصر سلجوق‌نامهٔ ابن بی‌بی |
| ۱۳۵۰                | پارتی‌ها یا پهلویان قدیم                                                                             | موضوع کتاب تاریخ سیاسی است. |
| ۱۳۵۱                | تاریخ ادیان بزرگ                                                                                    | |
| ۱۳۵۱                | تاریخ: سال اول دانشسرای راهنمایی (رشتهٔ ادبیات و علوم انسانی (دورهٔ اختصاصی))                         | - این کتاب در زمینهٔ راهنمای آموزشی تاریخ است. - با همکاری اسماعیل دولتشاهی نوشته شد. - توسط وزارت آموزش و پرورش به چاپ رسید. |
| ۱۳۵۱                | تاریخ: سال دوم دانشسرای راهنمایی                                                                    | - این کتاب در زمینهٔ راهنمای آموزشی تاریخ است. - با همکاری اسماعیل دولتشاهی نوشته شد. - توسط وزارت آموزش و پرورش به چاپ رسید. |
| ۱۳۵۲                | تاریخ تبریز تا پایان سدهٔ ۹ قمری                                                                     | مهم‌ترین اثر مشکور در زمینهٔ تبریزشناسی |
| ۱۳۵۵                | تاریخ ایران زمین از آغاز تا عصر حاضر                                                                | کتاب پس از انقلاب با عنوان تاریخ ایران زمین: از روزگار باستان تا انقراض قاجاریه به چاپ رسید. |
| ۱۳۵۵                | تاریخ شیعه و فرقه‌های اسلام تا قرن چهارم هجری                                                        | |
| ۱۳۵۵                | نام خلیج فارس در طول تاریخ                                                                          | - به‌انضمام متن عربی تصحیح‌شده و ترجمهٔ فارسی ارجوزه برّ العرب و العجم فی خلیج فارس از احمد بن ماجد - چاپ مجدد با عنوان نام خلیج فارس در طول تاریخ (به دو زبان فارسی و عربی)، با مقدمه‌ای از فرید قاسملو و عطاءالله تدین در سال ۱۳۸۷ |
| ۱۳۵۵                | سیر اندیشه‌های دینی در ایران                                                                         | موضوع کتاب بررسی روند دین‌پذیری ایرانیان در طول تاریخ است. |
| ۱۳۵۵                | محیط‌شناسی با تکیه بر تاریخ ایران (سال سوم دبیرستان)                                                 | - این کتاب در زمینهٔ راهنمای آموزشی تاریخ است. - دارای مجموعه نویسندگان است. - توسط وزارت آموزش و پرورش به چاپ رسید. |
| ۱۳۵۶                | اللغهٔ الفارسیه                                                                                      | این کتاب با همکاری پریرخ فاطمه امیرارجمند و حسن غروی اصفهانی به نگارش درآمد. |
| ۱۳۵۶                | تاریخ روابط فرهنگی ایران (جلد اول: از آغاز تا قاجاریه)                                              | این اثر با همکاری محمدابراهیم باستانی پاریزی و عبدالحسین نوایی به نگارش درآمد. |
| ۱۳۵۷                | فرهنگ تطبیقی عربی با زبان‌های سامی و ایرانی (المعجم المقارن بین العربیه و الفارسیه و اللغات السامیه) | - کتاب در دو جلد به چاپ رسیده‌است. - به‌انضمام کتاب المختصر فی تاریخ اللغات السامیه به‌قلم مشکو در مقدمهٔ کتاب |
| ۱۳۵۷                | تاریخ جنگ‌های ایران در دورهٔ اشکانیان                                                                 | |
| ۱۳۵۷                | تاریخ جنگ‌های ایران در دورهٔ ساسانیان                                                                 | این اثر پس از انقلاب سال ۱۳۵۷ خمیر شد. |
| ۱۳۵۹                | خلاصهٔ ادیان در تاریخ دین‌های بزرگ                                                                    | بررسی تاریخ برخی از ادیان بزرگ |
| ۱۳۵۹                | زبان‌آموز عربی به فارسی                                                                              | این کتاب خودآموز زبان عربی است. |
| ۱۳۶۱                | امور عامّه یا مقدّمات فلسفه و کلام در اسلام                                                           | موضوع کتاب فلسفهٔ اسلامی و علم کلام است. |
| ۱۳۶۳                | تاریخ سیاسی ساسانیان                                                                                | - کتاب در دو جلد به چاپ رسیده‌است. - مشکور این کتاب را به‌عنوان جلد چهارم و پنجم کتاب تاریخ ایران باستان به‌قلم حسن پیرنیا به‌شمار آورده‌است.                                                                                        |
| ۱۳۶۷                | تاریخ سیاسی و اجتماعی اشکانیان، پارتیان یا پهلویان قدیم                                             | این اثر با همکاری مسعود رجب‌نیا به رشتهٔ تحریر درآمد. |
| ۱۳۶۸                | سیر کلام در فرق اسلام                                                                               | کتابی مختصر و در عین حال جامع دربارهٔ علم کلام است. |
| ۱۳۷۱                | جغرافیای تاریخی ایران باستان                                                                        | موضوع کتاب مطالعات تاریخ باستان است. |
| ۱۳۷۳                | فرهنگ فرق اسلامی                                                                                    | دائرةالمعارفی کوچک دربارهٔ ملل و نحل است. |
| ۱۳۸۰                | تاریخ مختصر زبان‌های سامی                                                                            | این کتاب با عنوان المختصر فی تاریخ اللغات السامیه در مقدمهٔ کتاب فرهنگ تطبیقی عربی با زبان‌های سامی و ایرانی نیز به چاپ رسیده‌است.                                                                                                 |

#### تصحیح
| سال چاپ (هجری شمسی) | نام اثر                                                              | نویسنده                                    | توضیحات                                                                                           |
| ------------------- | -------------------------------------------------------------------- | ------------------------------------------ | ------------------------------------------------------------------------------------------------- |
| ۱۳۳۷                | المقالات و الفرق                                                     | سعد بن عبداللّه بن ابی خلف اشعری قمی        | - زبان اصلی کتاب: زبان عربی - مترجم: یوسف فضایی - این اثر برای مطالعات فرق شیعه بسیار اهمیت دارد. |
| ۱۳۳۷                | منطق الطیر                                                           | عطّار نیشابوری                              | نخستین اثر مشکور در زمینهٔ ادب فارسی                                                               |
| ۱۳۳۷                | هفتاد و سه ملت یا اعتقادات مذاهب                                     |                                            | - به‌انضمام رسالهٔ تذکرة العقاید یا خلاصهٔ ملل و نحل شهرستانی                                        |
| ۱۳۳۷                | ترجمهٔ تاریخ طبری                                                     | ابوعلی محمّد بلعمی                          | این اثر تصحیح قسمت مربوط به ایران تاریخ طبری است.                                                 |
| ۱۳۳۸                | الملل و النحل من اجزاء کتاب البحر الزخّار الجامع لمذاهب علماء الامصار | مهدی لدین اللّه احمد بن یحیی المرتضی العینی |                                                                                                   |
| ۱۳۴۲                | گلستان                                                               | سعدی                                       |                                                                                                   |
| ۱۳۴۹                | نصاب‌الصّبیان                                                          | ابونصر فراهی                               | زبان اصلی کتاب: زبان عربی                                                                         |
| ۱۹۷۹(میلادی)        | المنیه و الامل فی شرح ملل و النحل                                    | غزالی                                      | ناشر: انتشارات دارالفکر در بیروت                                                                  |
|                     | التواریخ و الفرق                                                     | غزالی                                      | کتاب پیش از چاپ از بین رفته‌است.                                                                   |

#### ترجمه یا گردآوری
| سال چاپ (هجری شمسی) | نام اثر                                          | نویسنده                           | توضیحات |
| ------------------- | ------------------------------------------------ | --------------------------------- | --- |
| ۱۳۱۸                | کلمات محمّد (ص)                                   |                                   | این کتاب نخستین اثر مشکور و ترجمهٔ احادیث نبوی است. |
| ۱۳۲۵                | فرق الشّیعه                                       | حسن بن موسی نوبختی                | - چاپ مجدد با مقدمه‌ای دربارهٔ تاریخ شیعه و فرقه‌های آن تا قرن چهار قمری در سال ۱۳۵۳ - ترجمهٔ کتاب به زبان فرانسوی توسط مشکور - زبان اصلی کتاب: زبان عربی |
| ۱۳۲۵                | گفتاری دربارهٔ دینکرد                             |                                   | این اثر مقدمهٔ ترجمهٔ بخش سوم دینکرد است. |
| ۱۳۲۶                | تاریخ مختصر ایران باستان به روایت ابن عبری       | ابن عبری                          | - ترجمهٔ کتاب با همکاری یوسف بنیان - ترجمهٔ بخش‌های مربوط به تاریخ ایران پیش از اسلام از کتاب مختصر الدّول                                                |
| ۱۳۲۹                | کارنامهٔ اردشیر بابکان: متن پهلوی و ترجمهٔ فارسی   |                                   | - برای آموزش زبان پهلوی به دانشجویان - کتاب شامل متن پهلوی، برگردان فارسی آن، مقایسه آن با شاهنامه، حواشی و تعلیقات است.                              |
| ۱۳۳۳                | ترجمهٔ الفرق بین الفرق یا تاریخ مذاهب اسلام       | ابومنصور عبدالقاهر بن طاهر بغدادی | - زبان اصلی کتاب: زبان عربی - ترجمهٔ حاضر به‌انضمام ترجمهٔ رسالهٔ نکت الاعتقادیه منسوب به شیخ مفید است.                                                   |
| ۱۳۵۶                | نسب‌نامهٔ خلفا و شهریاران و سیر حوادث تاریخی اسلام | ادوارد فون زامباور                | |
| ۱۳۶۲                | کتاب روح‌القرآن در توحید و مکارم و اخلاق انسان    |                                   | مجموعه‌ای از آیات قرآن با موضوع اخلاق اسلامی همراه با مقدمه‌ای دربارهٔ تاریخ قرآن                                                                        |

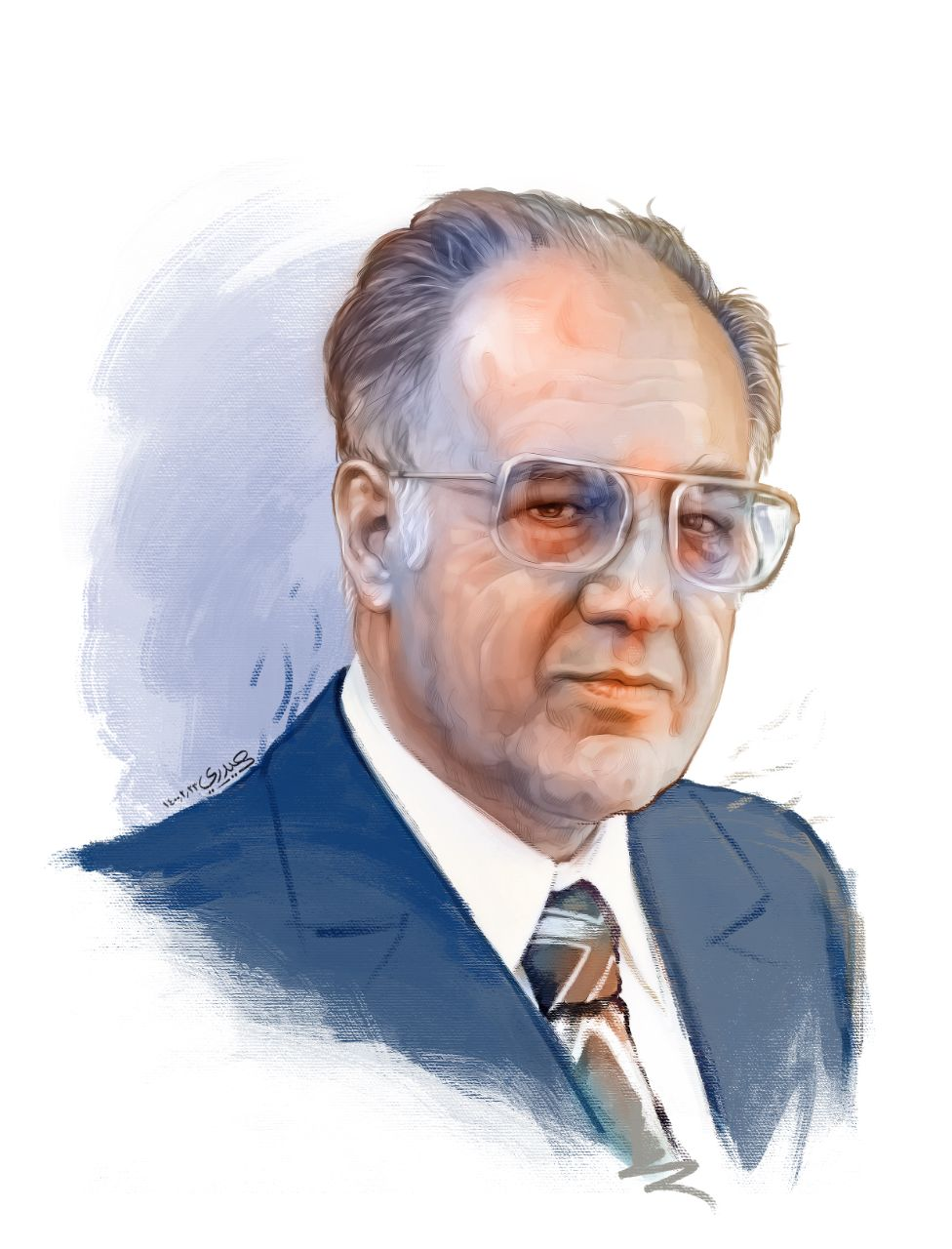
نقاشی محمّدجواد مشکور

افزون بر آثار بی‌شماری که ذکر شد، کتاب تاریخ طبرستان و رویان و مازندران نوشتهٔ ظهرالدین مرعشی نیز با تصحیح محمّدحسین تسبیحی و با مقدمهٔ محمّدجواد مشکور در سال ۱۳۴۵ به چاپ رسید. مشکور در سال ۱۳۴۵ متن کتاب الرسالة الفارقه فی الملحه فائقه اثر ابن العتائقی و در سال ۱۳۵۱ کتاب روضةالصّفا میرخواند را با افزودن مقدمه و فهرستی بر آن با همکاری دانشجویان دانشگاه تربیت معلم به چاپ رساند. او در سال ۱۳۶۱ نیز کتاب هفتاد و دو ملّت میرزا آقا خان کرمانی را دوباره منتشر کرد. دو کتاب تورانیان از پگاه تاریخ تا پذیرش اسلام (۱۳۶۷) و مهاجران توران زمین (۱۳۷۰) به‌قلم نادر بیات و با مقدمه‌ای از محمّدجواد مشکور و همچنین دو کتاب خاندان‌های حکومتگر ایران باستان (۱۳۷۲) به‌قلم میترا مهرآبادی و کتاب تاریخ طبرستان (۱۳۷۳) نوشتهٔ محمّدحسن اعتمادالسلطنه با تصحیح میترا مهرآبادی، با مقدمه‌ای از محمّدجواد مشکور و احسان اشراقی منتشر شدند. وی افزون بر آثار برجستهٔ بسیار در زمینهٔ تألیف، ترجمه و تصحیح، بیش از یکصد مقاله در زمینه‌های گوناگون به زبان‌های فارسی، فرانسوی و عربی نوشته‌اند. بخشی از مقالات محمّدجواد مشکور با عنوان نامهٔ باستان به‌اهتمام سیّدسعید میرمحمّدصادق و نادره جلالی شیرازی در سال ۱۳۷۹ به چاپ رسید. مجموعه مقالات دیگری از نویسندگان مختلف با عنوان شاهنامه‌خوانی با مقاله‌ای از مشکور در سال ۱۳۸۵ منتشر شد.

## بزرگداشت
نخستین مراسم بزرگداشت محمّدجواد مشکور در تاریخ ۲۹ آذر ۱۳۷۲، در مؤسسهٔ مطالعات و تحقیقات فرهنگی (پژوهشگاه) با حضور جمعی از شخصیت‌ها و مقامات فرهنگی برگزار شد.

## درگذشت
محمّدجواد مشکور در ساعت ۱ بامداد روز جمعه ۲۵ فروردین سال ۱۳۷۴ در ۷۷ سالگی پس از چند ماه بیماری و در اثر سکتهٔ مغزی در تهران درگذشت. پس از درگذشت محمّدجواد مشکور کتابخانهٔ شخصی او با حدود چهار هزار جلد کتاب به مرکز دایرةالمعارف بزرگ اسلامی اهدا شد.

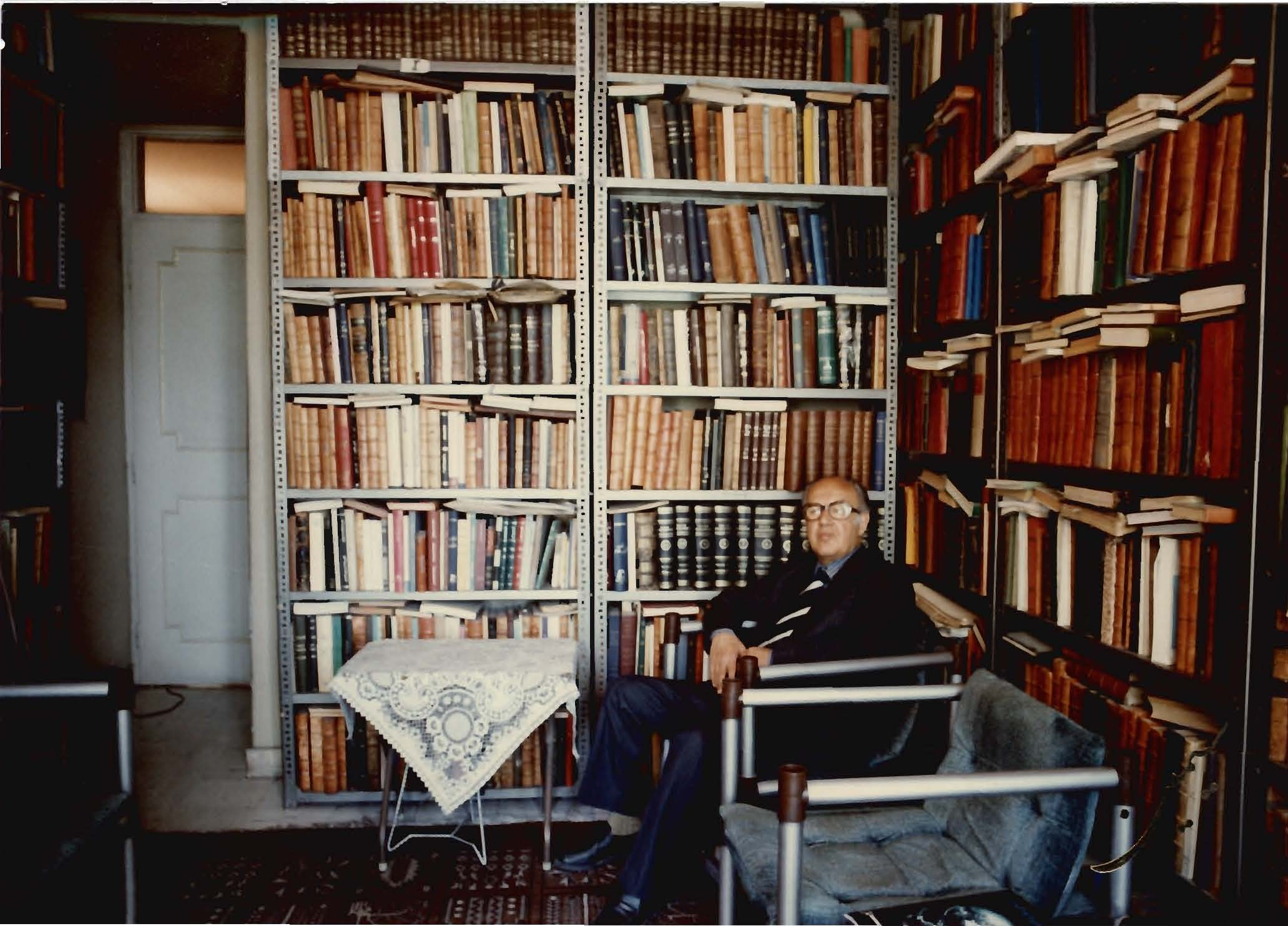
کتابخانهٔ شخصی محمّدجواد مشکور

## یادنامه
«سعی مشکور» یادنامهٔ محمدجواد مشکور است که به‌اهتمام سیّدسعید میرمحمّدصادق در سال ۱۳۷۴ توسط م‍وس‍س‍هٔ ف‍ره‍ن‍گ‍ی و ان‍ت‍ش‍ارات‍ی پ‍ای‍ا‏‫ منتشر شد. «نگاهی به احوال و آثار دکتر محمدجواد مشکور» نیز کتاب دیگری است که دربارهٔ او توسط مرکز دایرةالمعارف بزرگ اسلامی به چاپ رسیده‌است. همچنین انجمن آثار و مفاخر فرهنگی کتابی با عنوان «زندگی‌نامه و خدمات علمی و فرهنگی مرحوم استاد دکتر محمّدجواد مشکور» را به چاپ رسانده‌است. کتاب «راوی روزگاران» به‌خواستاری سیّدسعید میرمحمّدصادق که شامل مقالات اهدایی به محمّدجواد مشکور است در سال ۱۴۰۲ و توسط نشر سنگلج انتشار یافت.

## جایزهٔ سعی مشکور
خانوادهٔ محمّدجواد مشکور جایزهٔ سعی مشکور را از سال ۱۳۸۳ در حوزه‌های ایران‌شناسی و اسلام‌شناسی بنیان نهادند. این جایزه سالانه به پژوهشگران فعال و جوان — که در زمینهٔ تاریخ و فرهنگ اسلام و ایران دارای آثار و پژوهش‌های اثرگذار هستند — اهدا می‌شود. جایزهٔ سعی مشکور نخستین بار در سال ۱۳۸۳ به روزبه زرین‌کوب، برای دومین بار در سال ۱۳۹۷ به علی صفری آق‌قلعه و برای سومین بار در سال ۱۳۹۹ به محمّدکاظم رحمتی اهدا شد. جایزهٔ دورهٔ چهارم و پنجم این جایزه به نسیم خلیلی و نگار ذیلابی اهدا شد.

### کتاب‌ها
- جلالی، نادره (۱۳۷۸). «کتابشناسی و آثار دکتر مشکور». نامهٔ باستان (مجموعه مقالات). پژوهشگاه علوم انسانی و مطالعات فرهنگی. شابک ۹۶۴-۴۲۶-۰۸۵-۶.
- جلالی، نادره (۱۳۷۴). «کتابشناسی و آثار دکتر محمدجواد مشکور». سعی مشکور. پایا. صص. ۲۵–۲۹.
- جلالی‌شیرازی، نادره (۱۳۹۸). زندگی‌نامه و خدمات علمی و فرهنگی مرحوم دکتر محمدجواد مشکور. انجمن آثار و مفاخر فرهنگی. شابک ۹۷۸-۹۶۴-۵۲۸-۲۶۷-۵.
- زریاب، عباس (۱۳۷۴). «یادگار زریاب». سعی مشکور. پایا. صص. ۹–۱۲.
- زرین‌کوب، روزبه (۱۳۷۴). «درودی به دکتر مشکور». سعی مشکور. پایا. صص. ۱۳–۱۶.
- طاهری خسروشاهی، محمد (۱۴۰۲). «مشکور در آذربایجان». راوی روزگاران. سنگلج قلم. صص. ۵۵–۷۱. شابک ۹۷۸-۹۶۴-۹۲۱۸۱-۷-۵.
- میرمحمدصادق، سعید (۱۳۷۴). سعی مشکور. پایا. ص. ۷.
- میرمحمدصادق، سیدسعید (۱۴۰۲). راوی روزگاران. سنگلج قلم. شابک ۹۷۸-۹۶۴-۹۲۱۸۱-۷-۵.
- نظربلند، آزاده (۱۴۰۲). «کتابشناسی آثار دکتر مشکور». راوی روزگاران. سنگلج قلم. صص. ۹۹–۱۲۶. شابک ۹۷۸-۹۶۴-۹۲۱۸۱-۷-۵.